# Peixe-lua
O peixe-lua (nome científico: Mola mola) é uma espécie de peixe ósseo pertencente à família Molidae. Se destaca por sua morfologia, que o difere dos demais peixes. É o peixe ósseo mais pesado do mundo (o mais robusto até hoje encontrado possuía 2,7 toneladas). Embora se acreditava que tinha a mesma toxina que os baiacus, não é venenoso de acordo com pesquisas recentes. Não vive bem em cativeiro.
Recentemente, descobriu-se que o que se sabia em relação à sua locomoção estava errado, pois ele é um nadador ativo, não um organismo que vaga passivamente pelo oceano, como se acreditava.

## Taxonomia

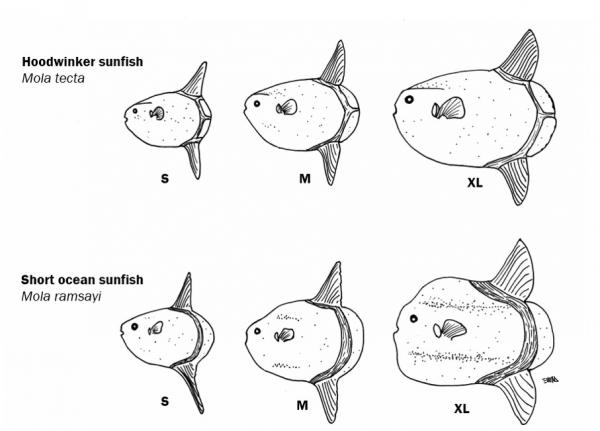
Diferença entre Mola tecta e Mola alexandrini

Até recentemente, a taxonomia do gênero Mola era pouco estudada, já que as espécies são morfologicamente muito semelhantes. Entretanto houve uma profusão de decisões que geraram várias espécies nominais, que secundariamente foram sintonizadas com Mola mola. Mais recentemente, foram reconhecidas três espécies válidas: Mola mola (Linnaeus, 1758), Mola alexandrini (Ranzani 1839) e Mola tecta (Nyegaard, 2017). Através de uma revisão de literatura do gênero Mola que ocorreu há pouco tempo, descobriu-se que as espécies Mola alexandrini e Mola ramsayi (Gigliogi, 1883) são sinônimos, mas como a descrição M. ramsayi foi posterior, o nome que deve ser usado é Mola alexandrini.
Seu nome científico Mola mola deriva do termo em latim "mola" que significa "mó", uma pedra circular e rotativa utilizada em moinhos e que se assemelha ao formato do corpo do animal.

## Descrição
Peixe de porte grande, cujo maior indivíduo encontrado possuía 3,3 m de altura e 2,3 toneladas. Nessa espécie, as fêmeas são maiores que os machos. Eles possuem uma morfologia diferente dos outros Tetraodontiformes, sendo caracterizados pela degeneração da coluna vertebral, por conta disso a nadadeira caudal foi substituída por uma estrutura dura e larga chamada clavus. E mesmo sem a presença dessa nadadeira, o M. mola é um bom nadador, conseguindo alcançar velocidades rápidas, movimentos horizontais altamente direcionados e mergulhos profundos. As nadadeiras anal e dorsal são muito longas e se movem em sincronia quando o peixe precisa nadar.
Sua boca é pequena em comparação com o corpo. As aberturas das brânquias estão reduzidas a um pequeno buraco na base das nadadeiras peitorais, que por sua vez são pequenas, arredondadas e direcionadas para cima.  Não tem espinhos dorsais e anais, mas tem de 15 à 18 raios moles na dorsal e de 14 à 17 raios moles na anal. A pele do Mola mola é muito áspera e sem escamas, e a cor dela vai desde o cinza escuro até uma cor mais prata-esbranquiçada, com um padrão único de pigmentação.
Os peixes-lua adultos não possuem vesícula gasosa, ao invés disso, possuem uma camada subcutânea, gelatinosa, espessa e de baixa densidade que fornece a sua flutuabilidade, conhecida como cápsula. Ela é composta por elastina, colágeno e lipídios, e também tem um papel importante na locomoção. Além da cápsula, ele tem um esqueleto cartilaginoso que, em conjunto, dão flutuabilidade positiva para ele.

## Distribuição

Distribuição global do M. mola.

O peixe-lua é um peixe marinho, encontrado na zona pelágico-oceânica. Tem-se registro desse peixe desde a superfície até os 480 m de profundidade, mas geralmente se encontra entre os 30 à 70m. Ele possui uma distribuição quase mundial, podendo ser achado em águas tropicais e  temperadas, com a temperatura variando de 12°C à 25°C. É uma espécie que migra dependendo da estação do ano e a temperatura da água. No final  da primavera, por exemplo, os peixes-lua  da região oeste do Atlântico Norte migram para as águas frias do Golfo de Maine, passando a  maior parte do tempo em águas oceânicas. E depois durante o verão, eles migram para águas mais rasas e costeiras, é neste período que eles costumam ser vistos mais regularmente por pescadores e banhistas. Permanecendo até o outono, quando eles finalmente migram para águas mais tropicais antes do começo do inverno.
Essa espécie pode ser achada no leste do Pacífico: desde Columbia Britânica, Canadá até Peru e Chile; no Oeste, desde o Japão até a Austrália. No oceano Atlântico pode ser achado no Leste, desde a Escandinávia até a África do Sul, e no Oeste, desde o Canadá até a Argentina. Recentemente, se registrou sua aparição em outras partes do mundo, como por exemplo, no Mar Negro.

## Locomoção
Em um estudo feito no sul da Califórnia, através de transmissores acústicos presos a oito peixes-lua, foi observado que eles se moveram a uma distância muito maior do que seria possível caso sua locomoção realmente fosse planctônica. Concluiu-se então que eles são nadadores ativos e capazes de realizar movimentos altamente direcionados. E em outro estudo realizado no Japão, descobriu-se que ele é capaz de fazer movimentos verticais e nadar a uma velocidade entre 0.4 e 0.7 m/s, similar à velocidade dos salmões, marlins e tubarões pelágicos.
Isto ocorre, pois as nadadeiras dorsal e anal podem bater com mais força do que as dos demais Tetraodontiformes, além disso esse movimento sincrônico das nadadeiras gera um impulso semelhante ao voo de um pássaro. Esse modo incomum de natação pode envolver modificações no sistema nervoso que controlam a locomoção. De fato, estudos anatômicos mostraram que o sistema nervoso periférico do peixe-lua difere de outros peixes Tetraodontiformes.
Assim como a relação entre o comprimento e a largura média das nadadeiras anal e dorsal diminui com a idade, a eficiência natatória dele também. Para compensar isso, os indivíduos adultos batem suas nadadeiras de forma mais rápida que os mais jovens. O que os difere da maioria dos peixes que tem um sistema de propulsão lateral, onde a frequência de batida das nadadeiras tende a diminuir com a idade.
O M. mola possui um esqueleto degenerado e  cartilaginoso que contribui para sua flutuabilidade. Ele também possui um tecido gelatinoso incompressível, a cápsula, que é extremamente importante para suas rápidas mudanças de profundidade sem as mudanças na flutuabilidade. Caso ele possuísse vesícula gasosa como os outros peixes, essa mudança de profundidade seria bem mais lenta. A cápsula, além de servir para a flutuabilidade, também tem um papel importante na locomoção: ela possui dois compartimentos um com o músculo da nadadeira dorsal e o outro com o da nadadeira anal.
A combinação dessas duas características é a responsável por permitir que o M. mola se mova por distâncias consideráveis, mesmo possuindo sua morfologia incomum.

## Dieta e forrageio
Antigamente acreditava-se que o Mola mola se alimentava apenas de zooplâncton, mas foi comprovado que eles possuem uma dieta mais diversa. De acordo com um estudo feito com juvenis, foram encontrados um total de 41 itens alimentares, pertencentes a 5 filos e 8 classes. Dos quais, em geral, a classe Malacostraca compreendia 37%, Actinopterygii 24%, Hydrozoa 15%, e os outros 24% incluíam Maxillopoda, Bivalvia, Cephalopoda, Gastropoda e Scyphozoa.
Também descobriu-se que as presas dependiam do tamanho do indivíduo. Os indivíduos maiores de 0.8m tinham uma dieta pelágica baseada em zooplâncton, sendo grande parte cnidários, enquanto os indivíduos menores possuíam uma dieta mais diversa, em outras palavras, mais generalista, o que indica uma mudança ontogênica na dieta.

### Ecologia de forrageamento
O peixe-lua ocupa uma ampla faixa de profundidade, movendo-se extensivamente ao longo da coluna d’água. Cartamil e Lowe (2004) observaram um padrão claro na utilização da profundidade, durante a noite, eles residiam na camada mista mais quente acima ou dentro da termoclina e, durante o dia, mergulhavam repetidamente para a camada abaixo da termoclina em águas mais frias .
Este comportamento corresponde à estratégia de migração vertical e foi atribuído a uma estratégia de alimentação quase contínua de presas que migram verticalmente.
Embora os indivíduos de peixes-lua mostrassem uma faixa de profundidade preferencial que se alterou com o tempo, eles ainda estavam subindo e descendo a coluna de água e retornando regularmente para perto da superfície.
Cartamil e Lowe (2004) propuseram que retornos periódicos à superfície do M. mola podem implicar alguma forma de regulação térmica comportamental, ou seja, tempo prolongado em águas frias requer tempo gasto na superfície para reaquecer.
Os padrões de mergulho provavelmente são impulsionados pelas oscilações de distribuição de presas.

## Ciclo de vida e reprodução
É considerado o vertebrado mais fértil do planeta, pois uma única fêmea é capaz de produzir 300 milhões de ovos. Os ovos são pequenos (0.13mm de diâmetro), o que significa que o crescimento até a fase adulta é de um aumento de cerca de 60 milhões de vezes a massa do indivíduo da etapa larval (0.25 cm), sendo capaz de crescer aproximadamente 400 kg em 15 meses (indivíduo em cativeiro). Ou seja, o peixe-lua é capaz de ter uma taxa de crescimento de 0.82 kg/dia, em comparação com uma taxa média de outros teleósteos de 0.02-0.29 kg/dia.
O desenvolvimento dos oocistos nos ovários dá-se em diferentes etapas, o que indica que o peixe-lua é um multiple spawner.
O crescimento do peixe-lua até a fase adulta consiste em duas etapas larvais: na primeira fase, as larvas possuem um par de nadadeiras peitorais, uma nadadeira caudal e espinhos no corpo; na segunda, ocorre uma grande transformação onde a caudal é totalmente absorvida.

## Outras informações

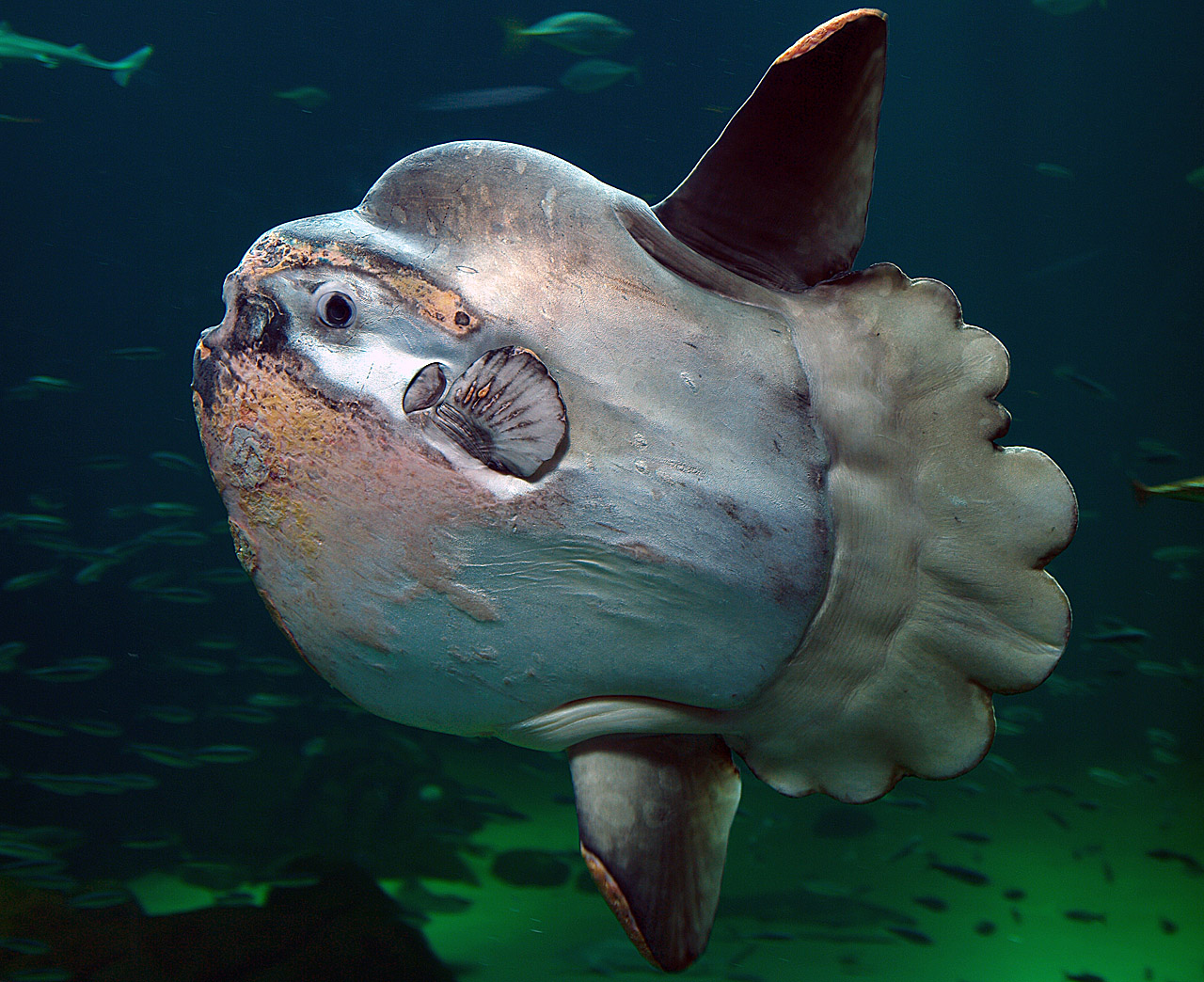
Um peixe-lua no aquário de Nordsøen, na Noruega.

### Predadores
Os maiores predadores do M. mola são os leões marinhos, as orcas e os tubarões grandes (por exemplo: tubarão azul e branco).

### Parasitas
Essa espécie costuma ter uma grande quantidade de parasitas, os quais acredita-se que vem do seu principal alimento, o zooplâncton, que são hospedeiros intermediários de larvas de trematoda, nematoda e cestoda. E para combatê-los, os peixes-lua adotaram alguns mecanismos de defensa como a capacidade de gerar uma grande quantidade de muco na pele, a fim de evitar a adesão desses organismos. Outro mecanismo é em relação ao comportamento: acredita-se que quando os peixes-lua permanecem na superfície, é uma tentativa para que peixes pequenos e aves, comam os parasitas, e quando pulam para fora da água é uma tentativa de fazer com que os parasitas se desprendam do corpo do animal e caíam na água.
O peixe-lua destaca-se por transportar uma impressionante carga de parasitas. Até à data a comunidade científica identificou cerca de 50 espécies diferentes, entre parasitas internos e externos.

### Longevidade
Não se conhece com certeza o tempo de vida desse animal em vida livre, mas sabe-se que em cativeiro pode viver de 8 a 10 anos.

### Risco para humanos
Se não for manuseado de forma correta é venenoso para comer.

### Ameaças
Existe um nível alto de pesca incidental nas águas do Mediterrâneo, Califórnia e África do Sul. Não é uma espécie muito comercializada, entretanto em países como Japão e Taiwan, há ocorrência de mercado consumidor. Ele pode ser consumido fresco ou grelhado, e algumas partes do peixe são utilizadas na medicina chinesa tradicional.

### Maior Peixe-lua do mundo
Em dezembro de 2021, um peixe-lua com 2,8 toneladas deu à costa morto no porto da Horta, Açores. Com 3,25 metros de comprimento e 3,6 metros de altura, foi confirmado como o maior exemplar do mundo. O anterior registo era de 1996, no Japão, e pesava 2,4 toneladas.